# Drosera schmutzii
Drosera schmutzii es una especie de planta perenne tuberosa  perteneciente al género de plantas carnívoras Drosera.

## Descripción
Crece en una roseta de 3 a 4 cm de diámetro, con hojas de color verde a rojo. Florece de junio a septiembre.

## Distribución
Es endémica de Nueva Gales del Sur, Australia Meridional, y Victoria. Es totalmente endémica de la Isla Canguro, en Australia del Sur y se produce sobre todo en la zonas norte y oriental. Crece en arcilla arenosa con suelos de laterita en áreas abiertas entre Allocasuarina muelleriana y, a menudo en presencia de Stylidium tepperianum. 

## Taxonomía
Fue descubierta por primera vez en septiembre de 2002 por el padre Erwin Schmutz, a la que la especie debe su nombre. Fue recogido de manera informal y también descrita por C. Clayton en 2003. Se cultiva a continuación, en el cultivo se encuentra durante varios años, mientras que otras muestras fueron examinadas y, finalmente, formalmente descrita por Allen Lowrie y John Godfrey Conran en 2008. Se diferencia de Drosera whittakeri por su estrecho peciolo eglandular, hojas semi erectas, y la presencia de unas pocas hojas en espiral  separadas de las hojas principales de la roseta basal. Fue publicado en Telopea 12: 157. 2008.
Etimología
Drosera: tanto su nombre científico –derivado del griego δρόσος (drosos): "rocío, gotas de rocío"– como el nombre vulgar –rocío del sol, que deriva del latín ros solis: "rocío del sol"– hacen referencia a las brillantes gotas de mucílago que aparecen en el extremo de cada hoja, y que recuerdan al rocío de la mañana.
schmutzii: epíteto otorgado en honor del el padre Erwin Schmutz que la descubrió en el año 2002.